# Quinton Fortune
Quinton Fortune (Cidade do Cabo, 21 de maio de 1977) é um treinador e ex-jogador de futebol sul-africano, atuava como meia-esquerda, meia-central e lateral-esquerdo.

## Carreira
Fortune passou por grandes clubes europeus como Manchester United e Atlético de Madrid, além da Seleção Sul-Africana, que defendeu por 9 anos. 

## Seleção
Fortune, junto com a Seleção Sul-Africana de Futebol, disputou a Copa do Mundo de 1998 e 2002 e as Olimpíadas de 2000, em Sydney.

## Títulos
Atlético de Madrid
- La Liga: 1995-96
- Copa del Rey: 1995-96

Manchester United
- Copa Intercontinental: 1999
- Premier League: 1999-00, 2000-01 e 2002-03
- FA Cup: 2003-04
- Supercopa da Inglaterra: 2003

África do Sul
- Copa das Nações Afro-Asiáticas: 1997
- Copa das Nações Africanas: Vice - 1998